# Lista tabletów marki Alcatel
Lista tabletów marki Alcatel – lista tabletów wyprodukowanych przez francuskie przedsiębiorstwo Alcatel-Lucent. Modele wyprodukowane pod marką Alcatel.
| Model                         | Wymiary (mm)      | Masa(g) | Obsługa sieci | Wyświetlacz(cali) | Pamięć(GB)   | Aparat cyfrowy(Mpx) | Ogniwo(mAh) | Rok produkcji | Źródło |
| ----------------------------- | ----------------- | ------- | ------------- | ----------------- | ------------ | ------------------- | ----------- | ------------- | ------ |
| Alcatel One Touch Evo 7       | 191 × 127 x 11    | 395     | Wi-FI         | 7                 | 4 ROM 1 RAM  | 0.3                 | 4160        | 2013          | [ 1 ]  |
| Alcatel One Touch POP 7       | 192 × 113 x 8,9   | 285     | 2G, 3G        | 7                 | 4 ROM 1 RAM  | 2                   | 3240        | 2014          | [ 2 ]  |
| Alcatel Onetouch Pixi 3 Wi-Fi | 255,5 × 155 x 9,5 | 432     | Wi-FI         | 10,1              | 16 ROM 1 RAM | 5                   | 4060        | 2015          | [ 3 ]  |